# Province du Suiyuan
Pour les articles homonymes, voir Suiyuan.

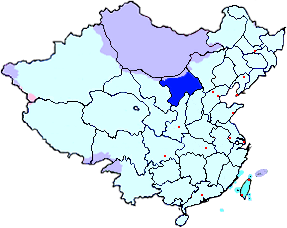
Carte de la province de Suiyuan telle que définie par la république de Chine entre 1928 et 1949 ne reconnaissant pas l'indépendance de la Mongolie extérieure.

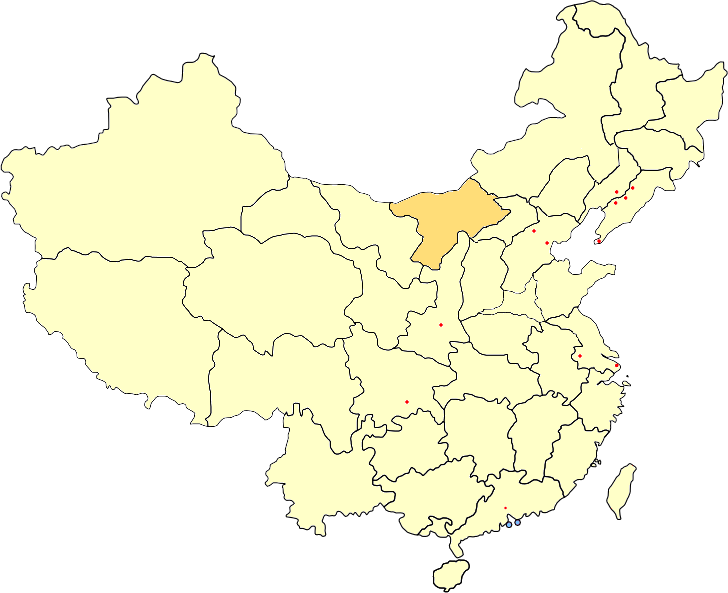
Carte de la province de Suiyuan telle que définie par la république populaire de Chine entre 1949 et 1954, reconnaissant l'indépendance de la Mongolie extérieure.

La province du Suiyuan chinois simplifié : 绥远省 ; chinois traditionnel : 綏遠省 ; pinyin : suíyuǎn shěng ; Wade : Suiyuan, abréviation chinoise : 绥) crée en 1928, sous la république de Chine et dissoute sous la république populaire de Chine, en 1954, est une province historique de la Chine. Sa capitale était Guisui (chinois : 归绥 ; pinyin : guīsuí), une ville aujourd’hui connue sous le nom de Hohhot.
Elle est créée en 1928, en même temps que les provinces du Chahaer, du Rehe, du Qinghai et du Xikang.